# High Contrast
High Contrast (egentligen Lincoln Barrett), född 18 september 1979 i Cardiff, är en walesisk liquid funk-/drum and bass-artist och producent.

## Diskografi

### Album
Alla genom Hospital Records (där ej annat anges)
- True Colours (2002)
- High Society (2004)
- Fabric Live 25 (2005) (genom Fabric)
- Tough Guys Don't Dance (2007)
- High Contrast Confidential (2009)

### Singlar
- Make it Tonight / Mermaid Scar (2001)
- Return of Forever (2002)
- Global Love (2002)
- Basement Track (2003)
- Twilight's Last Gleaming (2004)
- Angels and Fly (2004)
- Racing Green / St Ives (2004)
- When the Lights Go Down / Magic (2005)
- Days Go By / What We Do (2005)
- Everything's Different" / Green Screen (2007)
- If We Ever / Pink Flamingos (16 juli 2007)
- In A Gadda Da Vida / Forever And A Day (2007)

### Fotnoter
1. ↑  ”Arkiverade kopian”. Arkiverad från originalet den 18 april 2009. https://web.archive.org/web/20090418040632/http://www.hospitalrecords.com/artists/highcontrast/. Läst 11 maj 2009.